# Evil Bong 3D: The Wrath of Bong
Série
Evil Bong 2: King Bong
(2009) Evil Bong 420
Pour plus de détails, voir Fiche technique et Distribution.
Evil Bong 3D: The Wrath of Bong est un film américain réalisé par Charles Band, sorti en 2011.

## Fiche technique
- Titre : Evil Bong 3D: The Wrath of Bong
- Réalisation : Charles Band
- Scénario :
- Production :
- Sociétés de production :
- Musique :
- Photographie :
- Montage :
- Décors :
- Costumes :
- Pays d'origine : États-Unis
- Format : Couleurs
- Genre : Comédie, horreur
- Durée :
- Date de sortie : 2011

## Distribution
- Michelle Mais : The Voice of EeBee
- Irwin Keyes : The Killer
- Christina DeRosa : Nurse Hookah
- Robin Sydney : Luann
- Amy Paffrath : Velicity
- Peter Stickles : Alistair McDowell
- Eden Modiano : Devil Chick
- Dena Kollar : Angel Chick
- Sonny Carl Davis : Rabbit
- John Patrick Jordan : Larnell
- Mitch Eakins : Bachman
- Jacob Witkin : Gramps
- Brian Lloyd : Brett
- Nina Estes : Graffiti Chick
- Tara Spadaro : TV Chick